# حبيل حنش (المسيمير)

تعديل مصدري - تعديل

حبيل حنش هي إحدى قرى عزلة المسيمير بمديرية المسيمير التابعة لمحافظة لحج، بلغ تعداد سكانها 406 نسمة حسب تعداد اليمن لعام 2004.